# プレハブ建築協会
一般社団法人プレハブ建築協会（ぷれはぶけんちくきょうかい）は、プレハブ建築の健全な普及および発展を図ることで、日本の建築の近代化を推し進め、国民経済の繁栄と国民生活の向上に寄与することを目的とした業界団体。元建設省、通商産業省(当時)の共管。

## 概要
技術および需要開発のための事業を行っている団体。
工業化工法の確立、施工技術の研究・調査、そしてこれに伴う各種の試験を行っている。
安全性、居住性・耐久性等が優れ安定した品質の住宅を国民に供給することができるよう、プレハブ住宅の健全な普及・発展を図るために、住宅産業界と関連業界および国民に対する啓蒙を行っている。
協会会員各社が販売する住宅の品質の向上を図るとともに、販売した住宅に対する品質の保証、アフターサービス等について会員各社が準拠しなければならない規準「プレハブ住宅を供給するための自主管理規準」を策定している。
プレハブ住宅の営業担当者を対象に、「住まいづくりのパートナー」として優れた人材を育成するために、「プレハブ住宅コーディネーター資格認定制度」を設けている。

## 部会・委員会
- PC建築部会
- 住宅部会
- 規格建築部会
- 教育委員会

## プレハブ住宅コーディネーター資格認定制度
プレハブ住宅の営業担当者で、プレハブ建築協会が行なう講習・試験を受け、審査の結果、資質があると認められる者を「プレハブ住宅コーディネーター」として認定している。
資格の有効期限は5年間。初回の資格更新には講習の受講を義務付けている。
プレハブ住宅コーディネーターが配属されている営業所（展示住宅等）には、認定楯が掲示されている。
資格認定取得者は累計23,987名（2005年3月現在）

## 主な加盟企業（五十音順）
令和元年9月現在

### 正会員
- 旭化成ホームズ
- 安藤・間
- オリエントハウス
- 鴻池組
- 五洋建設
- 清水建設
- 積水化学工業

- 積水ハウス
- 大成建設ハウジング
- 大成ユーレック
- 大和ハウス工業
- 大和リース
- 竹中工務店
- 立川ハウス工業

- トヨタホーム
- ナガワ
- パナソニックホームズ
- ピーエス三菱
- 前田建設工業
- ミサワホーム
- ヤマダ・エスバイエルホーム

### 準会員
- 住友不動産
- 住友林業
- 戸田建設
- 三井ホーム
- レオパレス21

### 賛助会員
- 一条工務店
- 大阪ガス
- カネカ
- 三協立山
- 三和シヤッター工業
- スウェーデンハウス
- セメダイン

- 大日本塗料
- 東京ガス
- TOTO
- 藤倉化成
- 文化シヤッター
- 前田道路
- LIXIL

- LIXIL住宅研究所
- リンナイ
- YKKAP
- 東海リース